# جون بيشوب (لاعب كريكت)
جون بيشوب (21 نوفمبر 1891 - 14 ديسمبر 1963) (بالإنجليزية: John Bishop)‏ هو لاعب كريكت بريطاني.